# Věra Mikulášková
Věra Mikulášková (21. června 1928, Třebíč – 7. srpna 2020) byla česká rozhlasová a televizní redaktorka, ředitelka Českého rozhlasu v Brně a ředitelka brněnského studia České televize.

## Biografie
Věra Mikulášková se narodila v roce 1928 v Třebíči, jejím otec byl městský úředník Robert Trojan, jejím bratrem byl lékař Robert Trojan, mezi lety 1942 a 1944 vystudovala dvouletou obchodní školu v Třebíči a následně v letech 1948–1951 vystudovala Vysokou školu politickou a sociální v Brně. Následně nastoupila do Československého rozhlasu v Brně, kde působila jako zpravodajka a následně odešla do literární redakce. Tam se seznámila s Oldřichem Mikuláškem, kterého si později vzala. V roce 1953 porodila syna herce Ondřeje Mikuláška. Následně pak působila jako externí reportérka pro časopisy jako např. Květy, Vlasta a další. V roce 1961 začala působit v brněnském studiu Československé televize a založila tam redakci pořadů pro děti a mládež, redakci vedla až do roku 1987, kdy odešla do důchodu. Po sametové revoluci v listopadu 1989 se však vrátila a v roce 1990 nastoupila do pozice ředitelky brněnského studia, do důchodu odešla pak v roce 1992.
V roce 1997 vydala knihu s ilustracemi Boženy Kjulleněnové a následně se věnovala edici spisů Oldřicha Mikuláška. V roce 2011 vydala pak knížku s medailony 60 osobností z oblasti rozhlasu či televize.

## Ocenění
V roce 1997 obdržela Cenu města Brna.